# Колесник Олексій Антонович
Олексій Антонович Колесник (28 березня 1950, Карлівка, Полтавської області — 30 жовтня 2021, Київ) — радянський і український актор театру та кіно. Заслужений артист України (2008).

## Життєпис
Народився 28 березня 1950 року у місті Карлівка Полтавської області.
Закінчив Київський державний інститут театрального мистецтва ім. І. Карпенка-Карого (1975).
З 1975 року працював в театрах України, в тому числі і в Київському театрі оперети.
З 1978 року почав зніматися на кіностудії імені Олександра Довженка, а з 1982 року — штатний актор студії.
Був членом Національної спілки кінематографістів України.
Помер 30 жовтня 2021 року у Києві.

## Фільмографія
- Дебютував у фільмі «Як гартувалася сталь» (1973, будівельник)

Знявся у стрічках:
- «Алтунін приймає рішення» (1978)
- «Овід» (1980, т/ф, 3 с, Мікеле)
- «Ярослав Мудрий» (1981, Лука)
- «Родник» (1981, Давидко)
- «Карастоянови» (1982, т/ф, 3 с, Микола)
- «Легенда про княгиню Ольгу» (1983)
- «Балада про доблесного лицаря Айвенго» (1983, Жак-зброєносець)
- «Підліток» (1983, т/ф, 6 с, Дергачов)
- «В лісах під Ковелем»
- «Твоє мирне небо» (1984)
- «Прелюдія долі» (1984)
- «Спокуса Дон-Жуана» (1985, циган)
- «Напередодні» (1985, т/ф)
- «Холодне літо п'ятдесят третього» (1988, Крюк)
- «Київський гелікон» (1990, поет)
- «Війна на західному напрямку»
- «Лицарський замок» (1990)
- «Серця трьох» (1992, епіз.)
- «Місяцева зозулька» (1993)
- «День переможених» (2009)
- «Перший крок у хмарах» (2012, к/м)
- «ТойХтоПройшовКрізьВогонь» (2012) та ін.

## Джерело
- Колесник Олексій Антонович — Енциклопедія Сучасної України [Архівовано 7 травня 2016 у Wayback Machine.]
- Олексій Колесник [Архівовано 7 квітня 2013 у Wayback Machine.]